# Erythraenus borneensis
Erythraenus borneensis is een keversoort uit de familie van de boktorren (Cerambycidae). De wetenschappelijke naam van de soort is voor het eerst geldig gepubliceerd in 1875 door Henry Walter Bates.